# 티라신 댕다
티라신 댕다(태국어: ธีรศิลป์ แดงดา, 태국어 발음: [tʰīː.rā.sǐn dɛ̄ːŋ.dāː], 1988년 6월 6일~)는 태국의 축구 선수로 포지션은 공격수이다. 현재 방콕 유나이티드]] 소속으로 뛰고 있다. 태국 축구 국가대표팀의 일원이며 FIFA 센추리 클럽에 가입한 6명의 태국 선수 중 한 명이다.

## 클럽 경력
2005년 프로 무대에 데뷔하였으며 2008년 무앙통 유나이티드에서 150만 밧의 이적료에 잉글랜드 프리미어리그 맨체스터 시티에 입단하여 화제가 되었다. 입단 후 취업 비자 발급 문제로 우선 스위스의 그라스호퍼로 임대되었으나 1군 팀에 합류하지 못하고 주로 유스 팀에서 활약하였다. 이후 전 소속 팀인 랏프라차로 임대 이적하여 고국 리그로 복귀했다. 임대 기간 만료 후 맨시티로 복귀한 후에도 취업 비자 문제가 해결이 되지 않자 구단과 결별하였다. 맨시티와 결별한 직후인 2009년 무앙통 유나이티드에 입단하였고 이후 2012 시즌에서 24골을 터뜨려 득점 랭킹 1위에 오르면서 팀의 리그 우승에 크게 기여한 공로를 인정받아 태국 축구 협회에서 선정한 올해의 선수에 뽑히는 영광을 안았다. 2013년 1월 스페인으로 건너간 후 아틀레티코 마드리드에 합류하여 2주 간 함께 훈련을 받았다. 그리고 2014년부터 2015년까지 1년간 UD 알메리아에서 임대 이적하여 뛰기도 했다. 그렇게 스페인에서의 임대 생활을 마치고 원 소속팀인 무앙통 유나이티드로 복귀했다. 무앙통 유나이티드 소속으로 타이 리그1 4회 우승과 2회 준우승, 태국 FA컵 3회 준우승, 코르 로얄컵 1회 우승과 4회 준우승,타이 챔피언스컵 2회 우승, 2017년 메콩 클럽 챔피언십 우승 등의 업적을 남겼다.

## 국가대표팀 경력
2007년 마카오와의 친선 경기를 통해 태국 성인 대표팀에 데뷔하였고 2012년 11월 17일에는 방글라데시와의 친선 경기에서 해트트릭을 기록하기도 했다. A매치 99경기에서 43골을 터뜨리면서 아세안 축구 선수권 대회 1회 우승과 2회 준우승, 2016년 킹스컵 우승에도 일조했으며 U-23 대표팀 시절에는 2007년 동남아시아 경기 대회에서 금메달을 획득했다.

## 같이 보기
- A매치 100경기 이상 출전한 축구 선수 명단